# 摩洛哥鰍
摩洛哥鰍為輻鰭魚綱鯉形目鰍科的其中一種，為温帶淡水魚，被IUCN列為易危保育類動物，分布於歐洲西班牙及葡萄牙塔吼河、瓜迪亞納河、瓜達爾基維爾河、Jucar、Turia、Ebro河下游、非洲摩洛哥淡水流域，體長可達8公分，棲息在底中層水域，生活習性不明。

## 扩展阅读
維基物種上的相關：摩洛哥鰍